# Jake Dotchin
Jake Dotchin, född 24 mars 1994, är en kanadensisk professionell ishockeyback som är free agent.  
Han har tidigare spelat på NHL-nivå för Anaheim Ducks och Tampa Bay Lightning och på lägre nivåer för San Antonio Rampage, San Diego Gulls och Syracuse Crunch i AHL samt Barrie Colts och Owen Sound Attack i OHL.

## Spelarkarriär

### NHL

#### Tampa Bay Lightning
Dotchin draftades i sjätte rundan i 2012 års draft av Tampa Bay Lightning som 161:a spelare totalt.
Den 15 september 2018 terminerade Lightning, med ett år kvar, hans kontrakt med motiveringen att han dök upp på träningslägret i dålig form med bl.a. 25% kroppsfett, något som anses oacceptabelt för en NHL-spelare.

#### Anaheim Ducks
Den 18 oktober 2018 skrev han på ett ettårskontrakt värt 800 000 dollar med Anaheim Ducks och placerades direkt på waivers för att skickas till farmarlaget San Diego Gulls för att inleda säsongen där. Samma dag framkom det att han genom spelarfacket NHLPA formellt utmanar Tampa Bay Lightning för kontraktsbrott.

## Statistik
| 2009–2010  | Cambridge Hawks        | AH         | 30  | 8  | 19 | 27 | 60  | 11 | 4 | 6 | 10 | 26 |
| 2010–2011  | Cambridge Winter Hawks | GOJHL      | 41  | 5  | 10 | 15 | 88  | 5  | 1 | 3 | 4  | 8  |
| 2011–2012  | Owen Sound Attack      | OHL        | 64  | 3  | 16 | 19 | 77  | 5  | 0 | 3 | 3  | 8  |
| 2012–2013  | Owen Sound Attack      | OHL        | 38  | 2  | 12 | 14 | 39  | —  | — | — | —  | —  |
|            | Barrie Colts           | OHL        | 28  | 2  | 6  | 8  | 42  | 17 | 1 | 4 | 5  | 25 |
| 2013–2014  | Barrie Colts           | OHL        | 63  | 11 | 25 | 36 | 121 | 11 | 3 | 2 | 5  | 13 |
| 2014–2015  | Syracuse Crunch        | AHL        | 55  | 6  | 14 | 20 | 114 | 3  | 0 | 0 | 0  | 0  |
| 2015–2016  | Syracuse Crunch        | AHL        | 67  | 1  | 10 | 11 | 120 | —  | — | — | —  | —  |
| 2016–2017  | Tampa Bay Lightning    | NHL        | 35  | 0  | 11 | 11 | 35  | —  | — | — | —  | —  |
|            | Syracuse Crunch        | AHL        | 35  | 4  | 9  | 13 | 105 | 19 | 0 | 6 | 6  | 43 |
| 2017–2018  | Tampa Bay Lightning    | NHL        | 48  | 3  | 8  | 11 | 38  | —  | — | — | —  | —  |
| 2018–2019  | San Diego Gulls        | AHL        | —   | —  | —  | —  | —   | —  | — | — | —  | —  |
| NHL totalt | NHL totalt             | NHL totalt | 83  | 3  | 19 | 22 | 73  | —  | — | — | —  | —  |
| AHL totalt | AHL totalt             | AHL totalt | 157 | 11 | 33 | 44 | 339 | 22 | 0 | 6 | 6  | 43 |
| OHL totalt | OHL totalt             | OHL totalt | 193 | 18 | 59 | 77 | 279 | 33 | 4 | 9 | 13 | 46 |